# Château Croizet-Bages
Koordinaten: 45° 11′ 26,6″ N, 0° 45′ 23,7″ W

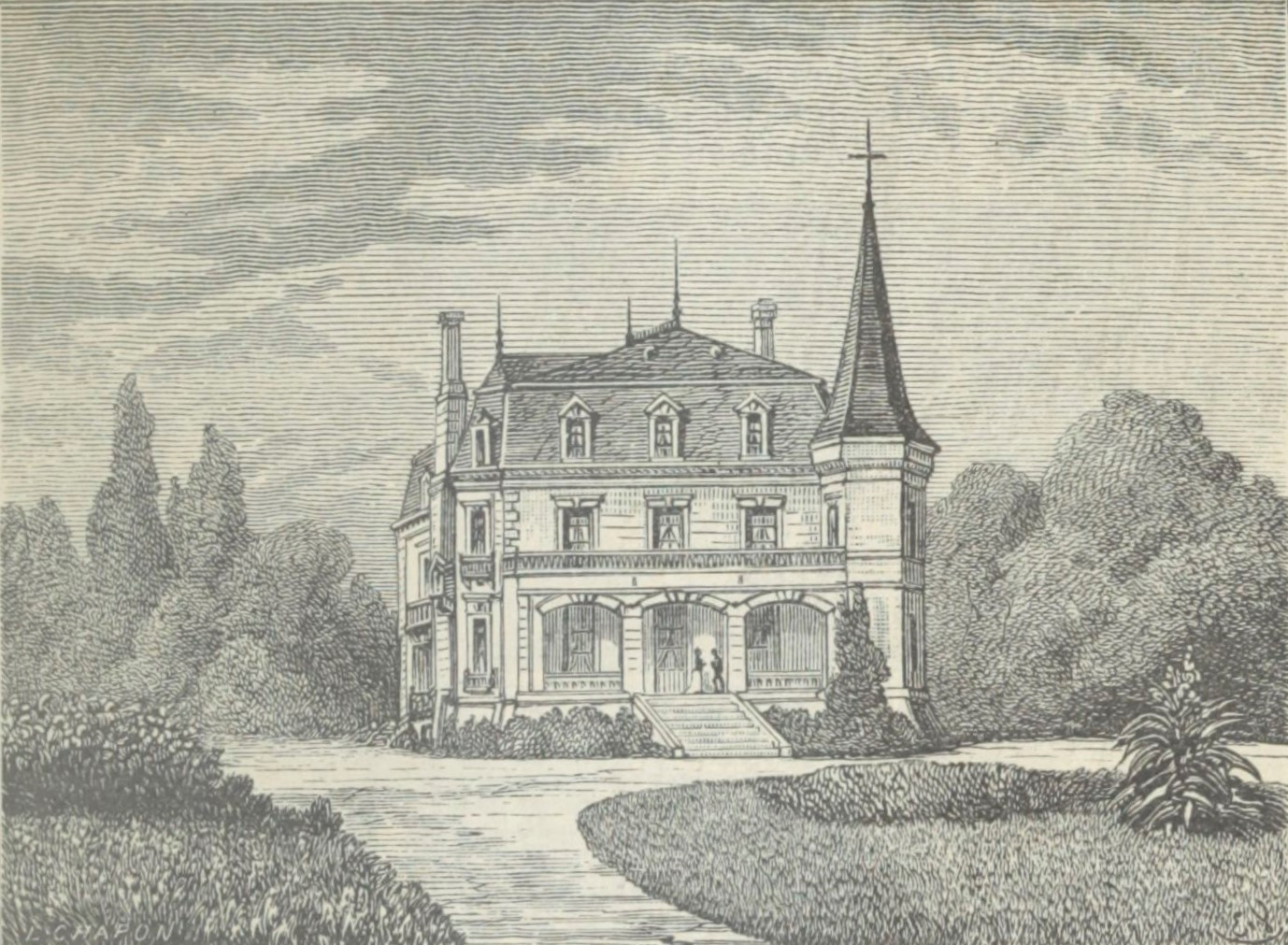
Illustration des Gutsgebäudes in der Cocks-Feret Ausgabe von 1898.

Das Château Croizet-Bages ist ein traditionelles Weingut von Bordeaux. Seit der Klassifikation von 1855 ist es als Cinquième Grand Cru Classé eingestuft (Fünfte Stufe der Klassifikation).
Das Gut liegt in Pauillac und ist 30 Hektar groß. 54 Prozent der Fläche sind mit Cabernet Sauvignon, 38 Prozent mit Merlot und 8 Prozent mit Cabernet Franc bestockt. Das Gut erzeugt in mittleren Jahren circa 150.000 Flaschen Wein.

## Geschichte
Das Gut wechselte mehrfach seine Besitzer. Im 17. Jahrhundert gehörte es zu einem großen Besitz namens des Bages. Ende des 18. Jahrhunderts wurden die Rebflächen von den Brüdern Croizet erworben und kurze Zeit später an Julien Calvé weiterverkauft, der es 1853 an Jean de Puytarac veräußerte. 1934 erwarb Jean Paul Quié das Weingut, das sich bis heute im Besitz dieser Familie befindet und wie Château Rauzan-Gassies von seinem Sohn Jean-Michel Quié betrieben wird.